# Либреэн
Либрин (норв. Leighbreen) — ледник на острове Северо-Восточная Земля (архипелаг Шпицберген).
Ледник расположен недалеко от северо-восточного побережья острова. Площадь его составляет 925 км². Назван в честь британского исследователя Бенджамина Ли Смита (1828—1913), который несколько раз посещал Шпицберген в 1870—1880 годах.